# Kongress (folkrätt)
Kongress, från latinets congressus, är formellt ofta internationellt organiserade sammanträden med personer från olika stater, fackföreningar, politiska partier och andra grupper.
I folkrätt är det en beslutmässig sammankomst mellan flera staters ledare eller deras ombud, för att åstadkomma ett fredsfördrag eller en uppgörelse med anledning av ingången fred eller för att i allmänhet avgöra och lösa internationella frågor eller i allmänhet avhandla för staterna gemensamma intressen. Tidigare folkrättslärare sökte hålla en principiell åtskillnad mellan kongress och konferens i att det sistnämnda slagets sammankomster var enbart rådplägningar och inga beslut fattades. Denna skillnad är borta då i folkrättslig terminologi uttrycken användas tämligen likvärdiga. Större kongresser var Wienkongressen 1814–1815 och Berlinkongressen 1878. 